# Lommerange
Lommerange település Franciaországban, Moselle megyében. Lakosainak száma 383 fő (2022. január 1.). Lommerange Avril, Sancy, Trieux, Fontoy és Neufchef községekkel határos.

## Népesség
A település népességének változása:
| Lakosok száma | 262  | 278  | 282  | 287  | 281  | 274  | 301  | 334  | 350  | 383  |
|               | 1968 | 1982 | 1990 | 2006 | 2013 | 2015 | 2017 | 2019 | 2020 | 2022 |